# Sirenian Shores
Sirenian Shores è un EP del gruppo musicale norvegese Sirenia, pubblicato nel 2004. 
 Contiene gli inediti Sirenian Shores e Obire Mortem, un remix di Save Me From Myself, una versione acustica di Meridian e una cover di First We Take Manhattan di Leonard Cohen.

## Tracce
Testi e musiche di Morten Veland, tranne dove indicato.
1. Sirenian Shores - 6:01
2. Save Me from Myself (remix) - 5:05
3. Meridian (Acoustic) - 4:05
4. First We Take Manhattan (Leonard Cohen) - 3:56
5. Obire Mortem - 2:22

## Formazione
- Henriette Bordvik - voce femminile
- Kristian Gundersen - chitarra solista, voce maschile
- Morten Veland - chitarra ritmica, basso, voce death
- Jonathan Pérez - batteria